# ماريان بولسين
ماريان بولسين (بالنرويجية البوكمول: Marianne Paulsen)‏ (20 مايو 1980 - ) هي لاعبة كرة قدم نرويجية في مركز الدفاع. شاركت مع منتخب النرويج لكرة القدم للسيدات. أما مع النوادي، فقد لعبت مع Byåsen IL ‏ وRosenborg BK Kvinner ‏ وMedkila IL ‏ وArna-Bjørnar ‏.

## وصلات خارجية
- ماريان بولسين على موقع اتحاد النرويج (النرويجية)
- ماريان بولسين على موقع قاعدة بيانات كرة القدم.إي يو (الإنجليزية)
- ماريان بولسين على موقع عالم كرة القدم.نت (الإنجليزية)